# Margriet Smulders
Margriet Smulders (Bussum, 1955) is een Nederlands kunstenares, gespecialiseerd in geënsceneerde bloemstillevens.

## Biografie
Smulders studeerde psychologie aan de Radboud Universiteit Nijmegen van 1975 tot 1983, en aan de Academie voor Beeldende Kunsten in Arnhem van 1979 tot 1985. Nadat ze in het Rijksmuseum een tentoonstelling had gezien met Nederlandse stillevens, maakt ze sinds 2000 geënsceneerde bloemstillevens. Ze bouwt op grote spiegels met speciaal door Bernard Heesen geblazen glazen schalen en vazen beweeglijke stillevens die ze overgiet met water, inkten en melk. De bloemen zijn in volle glorie op het punt van verwelken. Ze beschrijft de bloemen als acteurs die een hele wereld laten zien met hun relaties en drama's gespeeld door bloemen.
Aanvankelijk noemde zij deze bloem-portretten. In de periode vóór deze bloemstillevens maakte ze familieportretten. De bloemstillevens zijn geïnspireerd op zeventiende-eeuwse Nederlandse bloemstillevens. In de afgelopen tien jaar heeft Margriet Smulders zich telkens opnieuw vernieuwd.  Siren Ink, Siren Milk en Siren Blood zijn drie hoogtepunten uit 2010. Hierin zien we hoe 'hetzelfde' bloemstilleven drie compleet verschillende gedaantes aanneemt.
Smulders' elf meter lange werk Amor Omnia Vincit wordt in het boek van Val Williams What Makes Great Photography, 80 Masterpieces explained (2012) beschreven als controversieel werk ver weg van het klassieke bloemstilleven, vanwege de surrealistisch kleuren en verwarrende spiegelingen. Margriet Smulders wil dat de toeschouwer zich zelf verliest, 'dronken wordt' bij het kijken naar haar werk. Haar werken worden op groot formaat afgedrukt zodat de kijker er in kan duiken.
In 2016 maakt Margriet Smulders die grote plafonds  (samen meer dan vijfhonderd vierkante meter) voor de Emsgalerie in Rheine, Duitsland. 

## Collecties
Werk van Margriet Smulders is vertegenwoordigd in de kunstcollecties van onder meer EON Energy München, Bibliothèque nationale de France (Paris), Akzo Nobel Art Foundation (Arnhem), Valkhof museum (Nijmegen), Het Prinsenhof (Delft), COFF Foundation San Sebastián, White & Young Eng. BV  (Londen), Delta Lloyd N.V. (Amsterdam), Noordbrabants Museum ('s-Hertogenbosch), Achmea Artcollection (Zeist), VODW Artcollection (Leusden), Houthoff Buruma, Museum Flehite (Amersfoort).